# Junior Flemmings
Junior Flemmings (Kingston, 16 gennaio 1996) è un calciatore giamaicano, centrocampista dell'Ajman.

## Carriera

### Nazionale
Ha giocato nelle nazionali giovanili giamaicane Under-17 ed Under-20.
Nel 2019 è stato convocato con la nazionale giamaicana per la Gold Cup.

## Statistiche

### Cronologia presenze e reti in nazionale
| Cronologia completa delle presenze e delle reti in nazionale ― Giamaica | Cronologia completa delle presenze e delle reti in nazionale ― Giamaica | Cronologia completa delle presenze e delle reti in nazionale ― Giamaica | Cronologia completa delle presenze e delle reti in nazionale ― Giamaica | Cronologia completa delle presenze e delle reti in nazionale ― Giamaica | Cronologia completa delle presenze e delle reti in nazionale ― Giamaica | Cronologia completa delle presenze e delle reti in nazionale ― Giamaica | Cronologia completa delle presenze e delle reti in nazionale ― Giamaica |
| Data                                                                    | Città                                                                   | In casa                                                                 | Risultato                                                               | Ospiti                                                                  | Competizione                                                            | Reti                                                                    | Note                                                                    |
| ----------------------------------------------------------------------- | ----------------------------------------------------------------------- | ----------------------------------------------------------------------- | ----------------------------------------------------------------------- | ----------------------------------------------------------------------- | ----------------------------------------------------------------------- | ----------------------------------------------------------------------- | ----------------------------------------------------------------------- |
| 22-6-2017                                                               | Fort-de-France                                                          | Giamaica                                                                | 1 – 1 dts (5 – 3 dtr)                                                   | Guyana francese                                                         | Coppa dei Caraibi 2017 - Semifinale                                     | -                                                                       | 54’                                                                     |
| 23-3-2019                                                               | San Salvador                                                            | El Salvador                                                             | 2 – 0                                                                   | Giamaica                                                                | CONCACAF Nations League 2019-2020                                       | -                                                                       | 80’                                                                     |
| 26-3-2019                                                               | San José                                                                | Costa Rica                                                              | 1 – 0                                                                   | Giamaica                                                                | Amichevole                                                              | -                                                                       |                                                                         |
| 17-6-2019                                                               | Kingston                                                                | Giamaica                                                                | 3 – 2                                                                   | Honduras                                                                | Gold Cup 2019 - 1º turno                                                | -                                                                       | 77’                                                                     |
| 2-9-2021                                                                | Città del Messico                                                       | Messico                                                                 | 2 – 1                                                                   | Giamaica                                                                | Qual. Mondiali 2022                                                     | -                                                                       | 62’                                                                     |
| 8-9-2021                                                                | San José                                                                | Costa Rica                                                              | 1 – 1                                                                   | Giamaica                                                                | Qual. Mondiali 2022                                                     | -                                                                       |                                                                         |
| 7-10-2021                                                               | Austin                                                                  | Stati Uniti                                                             | 2 – 0                                                                   | Giamaica                                                                | Qual. Mondiali 2022                                                     | -                                                                       | 61’                                                                     |
| 10-10-2021                                                              | Kingston                                                                | Giamaica                                                                | 0 – 0                                                                   | Canada                                                                  | Qual. Mondiali 2022                                                     | -                                                                       | 74’                                                                     |
| 13-10-2021                                                              | San Pedro Sula                                                          | Honduras                                                                | 0 – 2                                                                   | Giamaica                                                                | Qual. Mondiali 2022                                                     | -                                                                       | 76’                                                                     |
| 16-11-2021                                                              | Kingston                                                                | Giamaica                                                                | 1 – 1                                                                   | Stati Uniti                                                             | Qual. Mondiali 2022                                                     | -                                                                       | 68’                                                                     |
| 27-1-2022                                                               | Kingston                                                                | Giamaica                                                                | 1 – 2                                                                   | Messico                                                                 | Qual. Mondiali 2022                                                     | -                                                                       |                                                                         |
| 30-1-2022                                                               | Panama                                                                  | Panama                                                                  | 3 – 2                                                                   | Giamaica                                                                | Qual. Mondiali 2022                                                     | -                                                                       | 46’                                                                     |
| 7-6-2022                                                                | Kingston                                                                | Giamaica                                                                | 3 – 1                                                                   | Suriname                                                                | CONCACAF Nations League 2022-2023 - 1º turno                            | 1                                                                       |                                                                         |
| 14-6-2022                                                               | Kingston                                                                | Giamaica                                                                | 1 – 1                                                                   | Messico                                                                 | CONCACAF Nations League 2022-2023 - 1º turno                            | -                                                                       |                                                                         |
| Totale                                                                  |                                                                         | Presenze                                                                | 14                                                                      |                                                                         | Reti                                                                    | 1                                                                       |                                                                         |

## Palmarès

### Club

#### Competizioni nazionali
- USL Championship: 1

New York Red Bulls II: 2016
- Commissioner's Cup: 1

Phoenix Rising: 2019
- Ligue 2: 1

Tolosa: 2021-2022

### Individuale
- Capocannoniere della Coppa di Serbia: 1

2023-2024 (3 reti)